# Старомусинский сельсовет (Кармаскалинский район)
Старомусинский сельсовет — муниципальное образование в Кармаскалинском районе Башкортостана.
Административный центр — деревня Старомусино.

## История
Согласно «Закону о границах, статусе и административных центрах муниципальных образований в Республике Башкортостан» имеет статус сельского поселения.

## Население
| 2002  | 2009  | 2010  | 2012  | 2013  | 2014  | 2015  |
| ----- | ----- | ----- | ----- | ----- | ----- | ----- |
| 2499  | ↘1568 | ↗1591 | ↘1557 | ↗1566 | ↘1551 | ↗1563 |
| 2016  | 2017  | 2018  |       |       |       |       |
| ↘1548 | ↗1575 | ↘1552 |       |       |       |       |

## Состав сельского поселения
| № | Населённый пункт | Тип населённого пункта          | Население |
| - | ---------------- | ------------------------------- | --------- |
| 1 | Старомусино      | деревня, административный центр | ↗580      |
| 2 | Ильтуганово      | село                            | ↘428      |
| 3 | Новомусино       | деревня                         | ↗233      |
| 4 | Арсланово        | село                            | ↗209      |
| 5 | Актюба           | деревня                         | ↘103      |
| 6 | Аккуль           | деревня                         | ↗38       |

## Исполнительная власть
Администрация сельского поселения Старомусинский сельсовет: Россия, 453005, Башкортостан, Кармаскалинский р-он, д. Старомусино, Школьная ул., д. 4.

## Известные уроженцы
- Аминов, Рим Файзрахманович (род. 21 июня 1941) — театральный актёр, Народный артист Республики Башкортостан.
- Батырова, Банат Хайрулловна (16 декабря 1904 — 19 июля 1970) — первая женщина Герой Социалистического Труда в Башкирской АССР.
- Газизов, Мустафа Шакирович (15 октября 1923 — 27 октября 2005) — участник Великой Отечественной войны, первый из уроженцев Башкортостана - полный кавалер ордена Славы.